# Некля (Куявсько-Поморське воєводство)
Некля (пол. Nekla, нім. Nekla, 1939-45: Neckeln in Westpreußen) — село в Польщі, у гміні Добрч Бидґозького повіту Куявсько-Поморського воєводства.
Населення — 449 осіб (2011).
У 1975-1998 роках село належало до Бидгощського воєводства.

## Демографія
Демографічна структура станом на 31 березня 2011 року:
|          | Загалом | Допрацездатний вік | Працездатний вік | Постпрацездатний вік |
| -------- | ------- | ------------------ | ---------------- | -------------------- |
| Чоловіки | 235     | 76                 | 148              | 11                   |
| Жінки    | 214     | 58                 | 131              | 25                   |
| Разом    | 449     | 134                | 279              | 36                   |